# Labin
Labin (italienska: Albona, tyska: Tüberg) är en stad i Kroatien som är belägen på halvön Istrien. År 2001 hade staden 7 904 invånare och kommunen hade 12 246 invånare. Labin är huvudort i kommunen Labin där även Rabac, en populär turistort inte minst bland skandinaver, ingår.